# Seznam kodaňských biskupů
Jde o seznam katolických ordinářů v Dánsku a následně kodaňských diecézních biskupů. 

## Apoštolští prefekti v Dánsku
- 1869-1883 : Hermann Grüder
- 1884-1892 : Johannes von Euch

## Apoštolští vikáři v Dánsku
- 1892-1922 : Johannes von Euch
- 1922-1938 : Josef Ludovico Brems
- 1938-1953 : Johannes Theodor Suhr

## Biskupové kodaňští
- 1953-1964 : Johannes Theodor Suhr
- 1965-1995 : Hans Ludvig Martensen
- depuis 1995 : Czesław Kozon